# Povos indígenas da região dos Everglades
Os povos indígenas da região dos Everglades, na península da Flórida do que hoje são os Estados Unidos há aproximadamente 14.000 a 15.000 anos, provavelmente seguindo grandes animais de caça. Os paleoíndios encontraram uma paisagem árida que sustentava plantas e animais adaptados às condições de pradaria e de mato xerófilo. Animais de grande porte foram extintos na Flórida por volta de 11.000 anos atrás.
As mudanças climáticas ocorridas há 6.500 anos trouxeram uma paisagem mais úmida. Os paleoíndios adaptaram-se lentamente às novas condições. Arqueólogos denominam as culturas resultantes dessas adaptações de povos arcaicos. Eram mais adaptados às mudanças ambientais do que seus antecessores e criaram inúmeras ferramentas com os recursos disponíveis. Aproximadamente há 5.000 anos, o clima mudou novamente, ocasionando inundações regulares do Lago Okeechobee que deram origem aos ecossistemas dos Everglades.
A partir dos povos arcaicos, duas tribos principais surgiram na região: os Calusa e os Tequesta. As primeiras descrições escritas sobre esses povos provêm de exploradores espanhóis, que buscaram convertê-los e conquistá-los. Embora tenham vivido em sociedades complexas, poucos vestígios de sua existência permanecem atualmente. Os Calusa eram mais numerosos e possuíam uma estrutura política mais robusta.
Seu território estava centrado na atual Ft. Myers, estendendo-se até o norte em Tampa, até o leste até o Lago Okeechobee e, ao sul, às Chaves. Os Tequesta habitavam a costa sudeste da península da Flórida, na região que atualmente corresponde à Baía de Biscayne e ao Rio Miami. Ambas as sociedades estavam bem adaptadas a viver nos diversos ecossistemas da região dos Everglades, e seus povos frequentemente viajavam pelo coração dos Everglades, embora raramente ali residissem.
Após mais de 210 anos de relações com os espanhóis, ambas as sociedades indígenas perderam sua coesão. Registros oficiais indicam que os sobreviventes de guerras e doenças foram transportados para Havana com colonos espanhóis no final do século XVIII, após a Grã-Bretanha ter assumido parte do território. Grupos isolados podem ter sido assimilados à nação Seminole, que se formou no norte da Flórida quando um grupo de Creeks consolidou os membros sobreviventes das sociedades pré-colombianas da região em seu próprio grupo para se tornar uma tribo distinta, em um processo de etnogênese.
Também se juntaram a eles negros livres e escravos fugitivos, que ficaram conhecidos como seminoles negros. Os Seminoles foram forçados para o sul e para os Everglades pelo exército dos EUA durante as Guerras Seminoles (1835–1842). O exército dos EUA perseguiu os Seminoles na região, o que resultou em algumas das primeiras explorações registradas por euro-americanos em boa parte da área. Tribos de seminoles reconhecidas pelo governo federal continuam a viver na região dos Everglades. Desde o final do século XX, desenvolveram jogos de cassino em seis reservas no estado, os quais geram receitas para o bem-estar e a educação de suas tribos.

## Povos pré-históricos
| Período                      | Datas                                              |
| ---------------------------- | -------------------------------------------------- |
| Paleoíndio                   | 10.000–7.000 a.C.                                  |
| Arcaico: Inicial Médio Final | 7.000–5.000 a.C. 5.000–3.000 a.C. 3.000–1.500 a.C. |
| Transicional                 | 1.500–500 a.C.                                     |
| Glades I                     | 500 a.C.–800 d.C.                                  |
| Glades II                    | 800–1200                                           |
| Glades III                   | 1200–1566                                          |
| Histórico                    | 1566–1763                                          |

Os humanos habitaram pela primeira vez a península da Flórida há aproximadamente 14.000 a 15.000 anos; a região apresentava características bastante distintas naquela época e possuía um clima diferente. A costa oeste estendia-se por cerca de 100 milhas (160 km) a oeste de sua localização atual. A paisagem apresentava grandes dunas e ventos fortes característicos de uma região árida, e amostras de pólen indicam que a vegetação se restringia a pequenos agrupamentos de carvalhos e arbustos. À medida que o gelo glacial recuava, os ventos diminuíram e a vegetação tornou-se mais abundante e diversificada. As dietas dos gato-dentes-de-sabres, preguiça terrestres e urso-de-óculos dos paleoíndios consistiam em pequenas plantas e na caça de animais selvagens disponíveis. A megafauna do pleistoceno foi extinta há cerca de 11.000 anos. Há cerca de 6.500 anos, o clima da Flórida mudou novamente durante o ótimo climático do Holoceno e tornou-se muito mais úmido. Os paleoíndios passaram mais tempo em acampamentos e menos tempo viajando entre fontes de água.
Os paleoíndios que sobreviveram são agora conhecidos como os povos arcaicos da península da Flórida. Continuaram a viver após a extinção da maioria dos grandes animais de caça e eram, primordialmente, caçadores-coletores que dependiam de animais menores e peixes. Valeram-se mais das plantas para sua alimentação do que seus antecessores e conseguiram se adaptar ao clima em mudança e às alterações nas populações de animais e plantas.
A Flórida experimentou uma prolongada seca no início da era arcaica inicial, que perdurou até o período arcaico médio. Embora a população da península tenha diminuído, o uso de ferramentas aumentou significativamente nesse período. Artefatos demonstram que esses povos utilizavam brocas, facas, machados, atlatls e furadores feitos de pedra, chifres e osso.
Durante o período arcaico final, o clima tornou-se novamente mais úmido e, por volta de 3000 a.C., a elevação dos lençol freáticos permitiu um aumento populacional. Também ocorreu um desenvolvimento cultural. Os índios da Flórida organizaram-se em três culturas semelhantes, mas distintas: a Okeechobee, a Caloosahatchee e a Glades, nomeadas em função dos corpos d'água ao redor dos quais se estabeleceram.
A cultura Glades é dividida em três períodos com base em evidências encontradas em midden. Em 1947, o arqueólogo John Goggin descreveu os três períodos após examinar montes de conchas. Ele escavou um em Matecumbe Key, outro em Gordon Pass, próximo à atual Naples, Flórida, e um terceiro ao sul do Lago Okeechobee, próximo à atual Belle Glade, Flórida. A cultura Glades I, que perdurou de 500 a.C. a 800 d.C., estava aparentemente concentrada em torno de Gordon Pass e é considerada a menos sofisticada devido à escassez de artefatos. O que foi encontrado – principalmente cerâmica – é grosseiro e simples. Com o advento de uma cultura bem estabelecida em 800 d.C., o período Glades II caracteriza-se por uma cerâmica mais ornamentada, uso amplo de ferramentas em toda a região do sul da Flórida e o surgimento de artefatos religiosos em locais de sepultamento. Por volta de 1200, a cultura Glades III atingiu o auge do seu desenvolvimento. A cerâmica tornou-se ornamentada ao ponto de ser subdividida em tipos de decoração. Mais importante ainda, evidências de uma cultura em expansão são reveladas pelo desenvolvimento de ornamentos cerimoniais feitos de concha e pela construção de grandes obras de terra associadas a rituais funerários. Da cultura Glades III desenvolveram-se duas tribos distintas que viveram dentro e nos arredores dos Everglades no período histórico: os Calusa e os Tequesta.

## Calusa

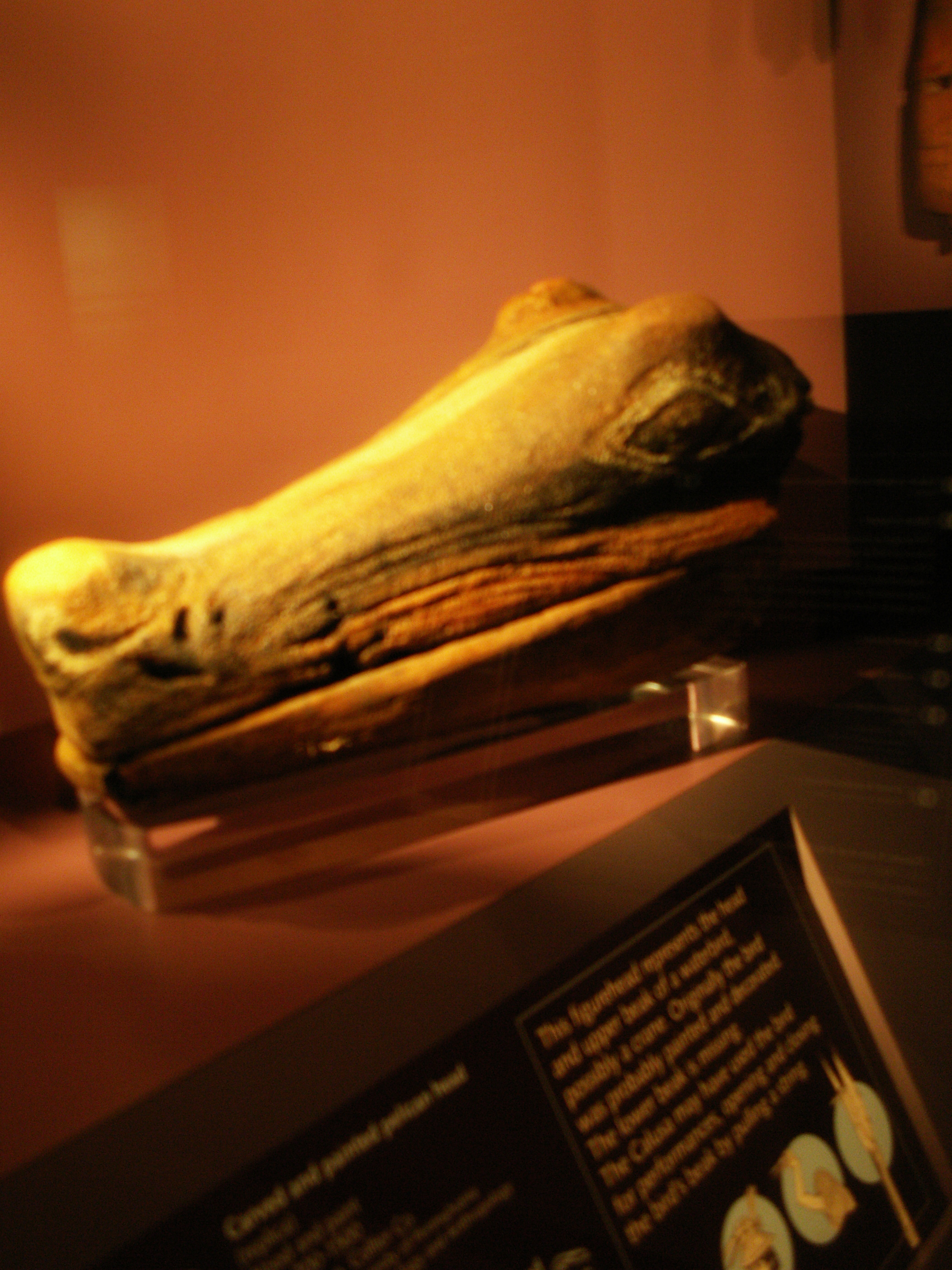
Uma escultura em madeira dos Calusa representando a cabeça de um jacaré, escavada em Key Marco em 1895, em exibição no Museu de História Natural da Flórida

O que se sabe dos habitantes da Flórida após 1566 foi registrado por exploradores e colonizadores europeus. Juan Ponce de León é creditado como o primeiro europeu a ter contato com os indígenas da Flórida em 1513. Ponce de León encontrou hostilidade de tribos que podem ter sido os Ais e os Tequesta antes de contornar o Cabo Sable para encontrar os Calusa, a maior e mais poderosa tribo do sul da Flórida. Ponce de León encontrou, ao menos, um dos Calusa fluente em espanhol. O explorador assumiu que o falante de espanhol era de Hispaniola, mas antropólogos sugeriram que a comunicação e o comércio entre os Calusa e os povos nativos em Cuba e nas Chaves eram comuns, ou que Ponce de León não foi o primeiro espanhol a entrar em contato com os nativos da Flórida. Durante sua segunda visita ao sul da Flórida, Ponce de León foi morto pelos Calusa, e a tribo adquiriu uma reputação de violência, fazendo com que exploradores futuros a evitassem. Durante os mais de 200 anos em que os Calusa mantiveram relações com os espanhóis, eles foram capazes de resistir às tentativas de missioná-los.
Os Calusa eram chamados de Carlos pelos espanhóis, o que poderia soar como Calos, uma variação da palavra Muskogean kalo, que significa "negro" ou "poderoso". Grande parte do que se sabe sobre os Calusa foi fornecida por Hernando de Escalante Fontaneda. Fontaneda era um menino de 13 anos e o único sobrevivente de um naufrágio ao largo da costa da Flórida em 1545. Durante dezessete anos, viveu com os Calusa até que o explorador Pedro Menéndez de Avilés o encontrou em 1566. Menéndez levou Fontaneda para a Espanha, onde ele escreveu sobre suas experiências. O explorador abordou os Calusa com a intenção de estabelecer relações que facilitassem o assentamento da futura colônia espanhola. O chefe, ou cacique, era chamado Carlos pelos espanhóis. Posições de destaque na sociedade dos Calusa recebiam os nomes adotados Carlos e Felipe, transliterados da tradição real espanhola. Contudo, o cacique Carlos descrito por Fontaneda foi o chefe mais poderoso durante a colonização espanhola. Menéndez casou-se com a irmã de Carlos para facilitar as relações entre os espanhóis e os Calusa. Esse arranjo era comum nas sociedades do sul da Flórida, onde a poligamia servia como método para resolver disputas ou formalizar acordos entre cidades rivais. Menéndez, no entanto, já era casado e expressou desconforto com a união. Incapaz de evitar o casamento, levou a irmã de Carlos para Havana, onde ela foi educada e, segundo um relato, morreu anos depois, sem que o casamento fosse consumado.
Fontaneda explicou em suas memórias de 1571 que Carlos controlava cinquenta vilas localizadas na costa oeste da Flórida, ao redor do Lago Okeechobee (a que chamavam de Mayaimi) e nas Chaves. Tribos menores de Ais e de Jaega que viviam a leste do Lago Okeechobee pagavam tributos regulares a Carlos. Os espanhóis suspeitavam que os Calusa recolhiam tesouros de naufrágios e distribuíam o ouro e a prata entre os Ais e os Jaega, ficando a maior parte com Carlos. A principal vila dos Calusa, e residência de Carlos, fazia fronteira com a Baía Estero na atual Mound Key, onde o Rio Caloosahatchee encontra o Golfo do México. Fontaneda descreveu o sacrifício humano como uma prática comum: quando o filho de um cacique morria, cada residente entregava uma criança para ser sacrificada, e quando o cacique falecia, seus servos eram sacrificados para se juntar a ele. Todo ano, um cristão era requisitado para ser sacrificado a fim de apaziguar um ídolo dos Calusa. A construção de montes de conchas de tamanhos e formas variadas também tinha significado espiritual para os Calusa. Em 1895, Frank Hamilton Cushing escavou um maciço monte de conchas em Key Marco composto por vários terraços construídos, com centenas de jardas de comprimento. Cushing desenterrou mais de mil artefatos dos Calusa; entre eles, encontrou ferramentas feitas de osso e concha, cerâmica, ossos humanos, máscaras e esculturas de animais em madeira.
Os Calusa, assim como seus predecessores, eram caçadores-coletores que subsistiam da caça de pequenos animais, peixes, tartarugas, jacarés, mariscos e de diversas plantas. Não encontrando muita utilidade para o calcário macio da região, fabricavam a maioria de suas ferramentas em osso ou dentes, embora também usassem caniços afiados com eficácia. As armas consistiam em arcos e flechas, atlatls e lanças. A maioria das vilas estava situada nas fozes dos rios ou em ilhas-chave. Utilizavam canoas para transporte, como evidenciam os montes de conchas encontrados dentro e ao redor dos Everglades que margeiam trilhas de canoa. As tribos do sul da Flórida frequentemente navegavam de canoa pelos Everglades, mas raramente ali viviam. Viagens de canoa até Cuba também eram comuns.
As vilas dos Calusa frequentemente contavam com mais de 200 habitantes, e sua sociedade era organizada em uma hierarquia. Além do cacique, outras camadas incluíam sacerdotes e guerreiros. Laços familiares reforçavam essa hierarquia, e o casamento entre irmãos era comum entre a elite. Fontaneda escreveu: "Esses índios não têm ouro, nem prata, e usam poucas roupas. Andam nus, exceto por alguns panos de virilha tecidos de palmeiras, com os quais os homens se cobrem; as mulheres fazem o mesmo com certa grama que cresce nas árvores. Essa grama parece lã, embora seja diferente dela". Apenas uma estrutura foi descrita: Carlos encontrou Menéndez em uma grande casa com janelas e espaço para mais de mil pessoas.
Os espanhóis consideravam Carlos incontrolável, já que seus sacerdotes e os Calusa lutavam quase constantemente. Carlos foi morto quando um soldado espanhol o atingiu com uma besta. Após sua morte, a liderança passou para o chefe de guerra Felipe, que também foi morto pelos espanhóis logo em seguida. O número estimado de Calusa no início da ocupação espanhola variava entre 4.000 e 7.000. A sociedade sofreu um declínio de poder e população após Carlos; em 1697, sua quantidade foi estimada em cerca de 1.000. No início do século XVIII, os Calusa foram atacados pelos Yamasee do norte; muitos solicitaram ser transferidos para Cuba, onde quase 200 morreram de doenças. Alguns desses posteriormente se realocaram na Flórida, e remanescentes podem ter sido eventualmente assimilados à cultura Seminole, que se desenvolveu durante o século XVIII.

## Tequesta
Em segundo lugar em poder e número, em relação aos Calusa no sul da Flórida, estavam os Tequesta (também chamados de Tekesta, Tequeste e Tegesta). Ocupavam a porção sudeste da parte inferior da península na atual Dade, Broward e a metade sul dos condados de Palm Beach. Podem ter sido controlados pelos Calusa, mas relatos indicam que, por vezes, recusavam-se a obedecer aos caciques dos Calusa, o que resultava em guerra. Assim como os Calusa, os Tequesta raramente viviam nos Everglades, mas consideravam habitáveis as pradarias costeiras e as florestas de pinheiros rochosos a leste dos brejos de água doce. Ao norte, seu território era limitado pelos Ais e pelos Jaega. Tal como os Calusa, as sociedades tequesta concentravam-se nas fozes dos rios. Sua principal vila provavelmente situava-se no Rio Miami ou no Little River. Um grande monte de conchas no Little River marca onde uma vila existiu.
Embora pouco reste da sociedade tequesta, um sítio de importância arqueológica chamado Miami Circle foi descoberto em 1998 no centro de Miami. Pode tratar-se dos restos de uma estrutura tequesta. Ainda não se determinou sua importância, embora arqueólogos e antropólogos continuem a estudá-lo.

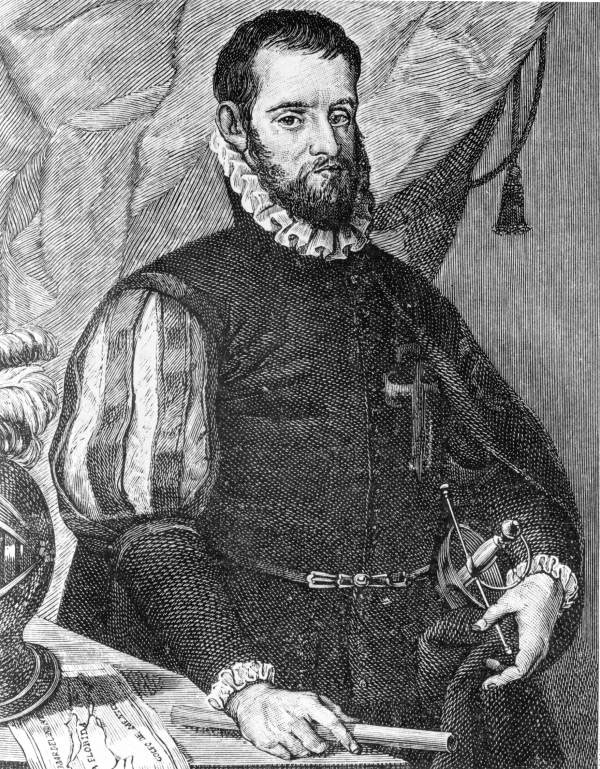
Pedro Menéndez de Avilés manteve uma relação amigável com os Tequesta.

Os espanhóis descreveram os Tequesta como grandemente temidos por seus marinheiros, que suspeitavam que os nativos torturavam e matavam sobreviventes de naufrágios. Sacerdotes espanhóis escreveram que os Tequesta realizavam sacrifícios de crianças para marcar a ocasião de fazer as pazes com uma tribo com a qual haviam estado em conflito. Assim como os Calusa, os Tequesta caçavam animais de pequeno porte, mas dependiam mais das raízes e menos dos moluscos em suas dietas. Não praticavam agricultura cultivada. Eram habilidosos canoeístas e caçavam no oceano aberto o que Fontaneda descrevia como baleias, mas provavelmente eram peixes-boi. Eles laçavam os peixes-boi e cravavam uma estaca em seus focinhos.
O primeiro contato com exploradores espanhóis ocorreu em 1513, quando Juan Ponce de León parou em uma baía que chamou de Chequescha, ou Baía de Biscayne. Ao achar os Tequesta pouco receptivos, partiu para fazer contato com os Calusa. Em 1565, Menéndez encontrou os Tequesta e manteve com eles uma relação amigável, construindo algumas casas e estabelecendo uma missão. Levou também o sobrinho do chefe para Havana para ser educado e o irmão do chefe para a Espanha. Após a visita de Menéndez, há poucos registros dos Tequesta – uma referência a eles em 1673 e outro contato espanhol para convertê-los. A última referência aos Tequesta durante sua existência foi escrita em 1743 por um sacerdote espanhol, Padre Alaña, que descreveu o contínuo ataque deles por outra tribo. Os sobreviventes somavam apenas 30, e os espanhóis os transportaram para Havana. Em 1770, um topógrafo britânico descreveu várias vilas desertas na região onde os Tequesta haviam vivido. O arqueólogo John Goggin sugeriu que, quando os euro-americanos se estabeleceram na região em 1820, quaisquer Tequesta remanescentes foram assimilados pelo povo Seminole. Descrições comuns dos nativos da Flórida em 1820 identificavam apenas os "seminoles".

## Seminole / Miccosukee

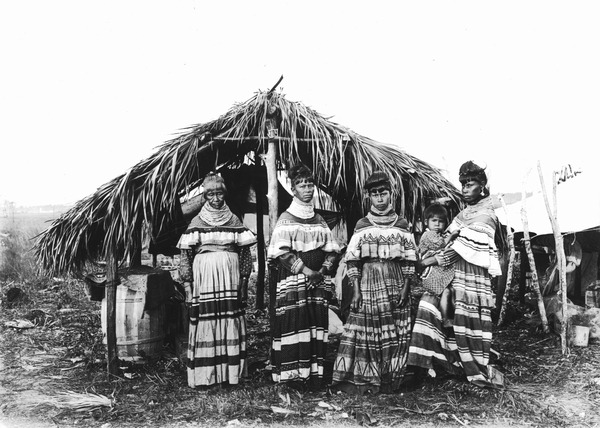
A família Seminole de Cypress Tiger em 1916

Após o desaparecimento dos Calusa e dos Tequesta, os nativos do sul da Flórida passaram a ser chamados de "índios espanhóis" na década de 1740, provavelmente devido às suas relações mais amigáveis com a Espanha. Entre a derrota espanhola na Guerra dos Sete Anos em 1763 e o fim da Guerra de Independência dos Estados Unidos em 1783, a Flórida foi governada pelo Reino Unido. O primeiro uso conhecido do termo "seminolie" data de 1771, por um agente indiano britânico. As origens da tribo são vagas, mas registros mostram que os Creeks invadiram a península da Flórida, conquistando e assimilando o que restava das sociedades pré-colombianas na região à Confederação Creek.
A mistura de culturas é evidente nas influências linguísticas presentes entre os seminoles: diversas línguas Muskogean, notadamente Hitchiti, e Creek, além do timucua. No início do século XIX, um agente indiano dos EUA explicou os seminoles da seguinte forma: "A palavra seminole significa fugitivo ou separado. Portanto... aplicável a todos os índios no Território da Flórida pois todos fugiram... da Nação Creek". Linguisticamente, o termo "seminole" provém de uma corrupção da palavra espanhola "cimarrón", comparando sua história migratória à dos cavalos selvagens. A língua tradicional dos creeks Muskogean não possui um fonema rótico, havendo ocorrido uma metátese das sílabas penúltima e última.

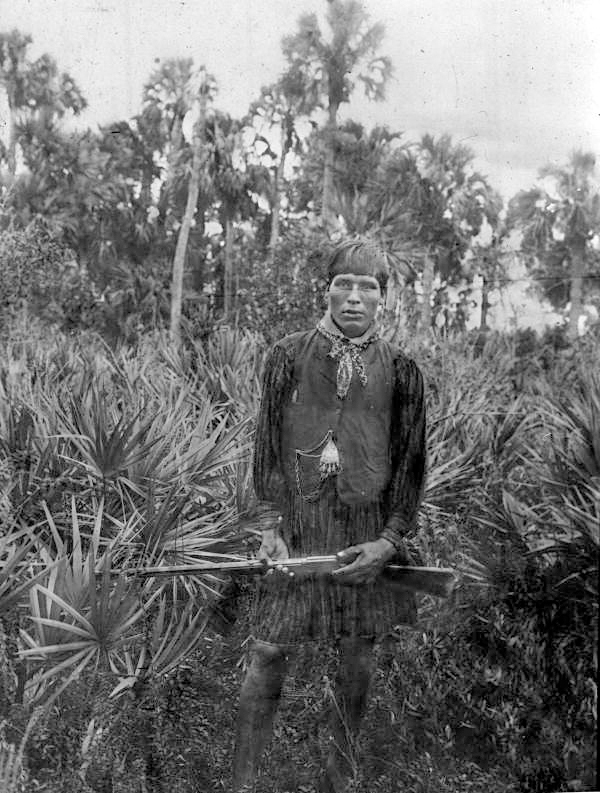
Seminoles como Charlie Cypress, mostrados em 1900, fizeram dos Everglades sua morada.

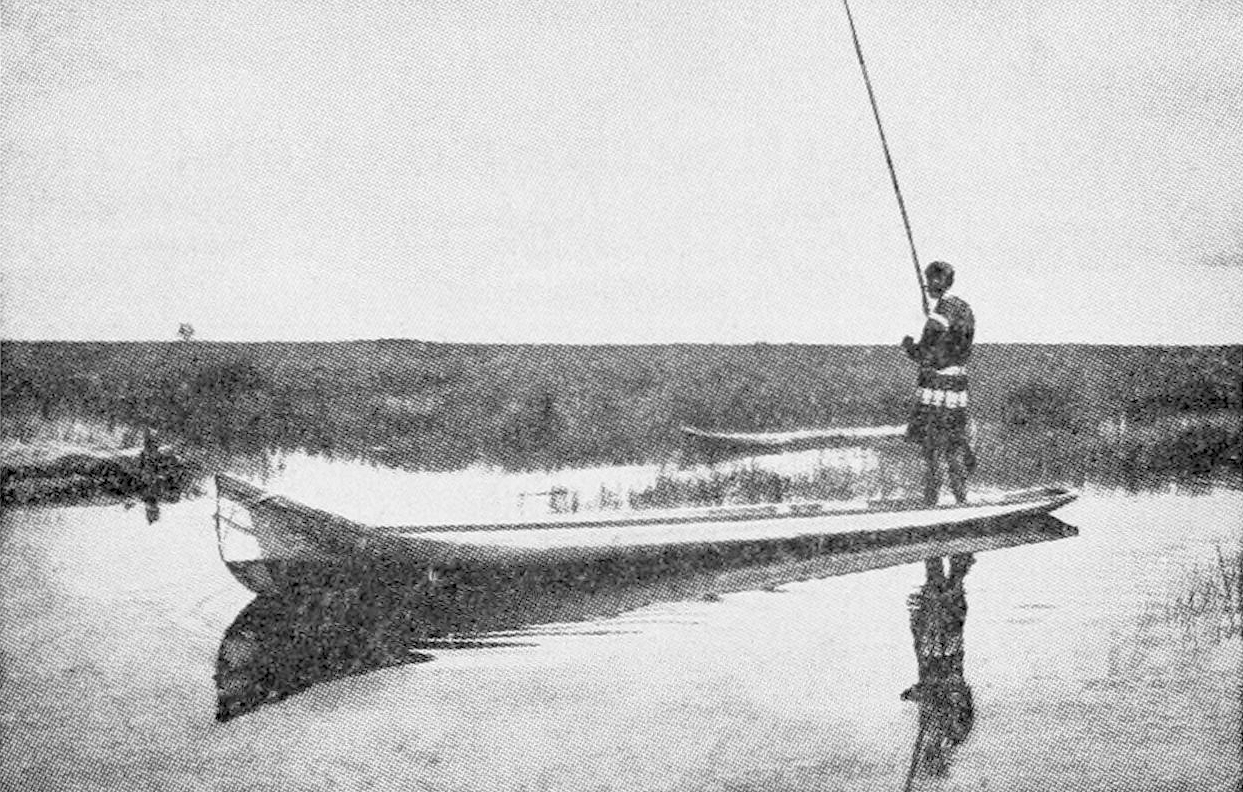
Um homem seminole pescando nos Everglades, 1919

Os Creeks, que estavam centrados na atual Alabama e na Geórgia, eram conhecidos por incorporar tribos conquistadas em sua própria sociedade. Alguns africanos que fugiam da escravidão em Carolina do Sul e na Geórgia escaparam para a Flórida, atraídos por promessas espanholas de liberdade caso se convertessem ao catolicismo. Inicialmente, os seminoles estabeleceram-se na porção norte do território, mas o Tratado de Moultrie Creek de 1823 os forçou a viver em uma reserva indígena ao norte do Lago Okeechobee. Logo se espalharam para o sul, onde eram aproximadamente 300 na região dos Everglades, incluindo grupos dos Miccosukee, uma tribo semelhante que falava uma língua diferente e vivia na Big Cypress. Diferentemente dos Calusa e dos Tequesta, os seminoles dependiam mais da agricultura e criavam animais domesticados. Caçavam para se alimentar e comerciavam com colonos euro-americanos. Viviam em construções chamadas chickee, cabanas com telhado de palha e laterais abertas, provavelmente adaptadas dos Calusa.
Em 1817, Andrew Jackson invadiu a Flórida para acelerar sua anexação aos Estados Unidos, no que ficou conhecido como a Primeira Guerra Seminole. Após a Flórida tornar-se território dos EUA e o assentamento aumentar, os conflitos entre colonos e seminoles tornaram-se mais frequentes. A Segunda Guerra Seminole (1835–1842) resultou no deslocamento ou morte de quase 4.000 seminoles na Flórida. As Guerras Seminoles empurraram os índios ainda mais para o sul e para os Everglades. Aqueles que não encontraram refúgio nos Everglades foram realocados para o território indígena em Oklahoma sob a remoção indígena.
Um grupo no sul da Flórida, antes e durante a Segunda Guerra Seminole, ficou conhecido como índios espanhóis. Longamente considerados como consistindo principalmente dos Calusa que permaneceram na Flórida, atualmente são vistos como descendentes de falantes de línguas múcogeas que chegaram ao sul da região no início do século XVIII.
A Terceira Guerra Seminole durou de 1855 a 1859. Ao longo do conflito, 20 seminoles foram mortos e 240 foram removidos. Em 1913, o número de seminoles nos Everglades não ultrapassava 325. Eles construíam suas vilas em bosques de madeira dura, ilhas de árvores formadas em rios ou em florestas de pinheiros em terreno rochoso. A dieta dos seminoles consistia de hominy e raízes de coontie, peixes, tartarugas, carne de veado e animais de pequeno porte.
As vilas não eram grandes, devido ao tamanho limitado dos hammocks, que em média mediam entre um e 10 acre(s)s (40 000 m2). No centro da vila havia uma cozinha, e a maior estrutura era reservada para as refeições. Quando os seminoles viviam no norte da Flórida, usavam roupas de pele animal semelhantes aos seus predecessores creeks. O calor e a umidade dos Everglades influenciaram a adoção de um estilo de vestimenta diferente. Os seminoles substituíram suas cascas mais pesadas por roupas com desenhos únicos de patchwork em calico feitas de algodão mais leve, ou de seda em ocasiões mais formais.
As Guerras Seminoles aumentaram a presença militar dos EUA nos Everglades, o que resultou na exploração e mapeamento de muitas regiões que anteriormente não haviam sido registradas. Os oficiais militares que realizaram o mapeamento dos Everglades foram consultados por Thomas Buckingham Smith em 1848 sobre a viabilidade de drenar a região para uso agrícola.

### Tempos modernos
Entre o fim da Terceira Guerra Seminole e 1930, alguns centenas de seminoles continuaram a viver em relativo isolamento na região dos Everglades. Projetos de controle de enchentes e drenagem, iniciados no início do século XX, abriram muitas terras para desenvolvimento e alteraram significativamente o ambiente natural, inundando algumas áreas enquanto antigos pântanos tornavam-se secos e aráveis.
Esses projetos, juntamente com a conclusão da Tamiami Trail que dividiu os Everglades em 1930, simultaneamente encerraram antigos modos de vida e introduziram novas oportunidades. Um fluxo constante de desenvolvedores brancos e turistas chegou à região, e os nativos passaram a trabalhar em fazendas, ranchos e quiosques de souvenirs locais. Desmatavam terras para a cidade de Everglades e foram "os melhores bombeiros que o National Park Service pôde recrutar" quando o Everglades National Park pegou fogo durante períodos de seca.
À medida que as áreas metropolitanas no sul da Flórida começaram a crescer, o ramo Miccosukee dos seminoles passou a estar intimamente associado aos Everglades, buscando simultaneamente privacidade e servindo como atração turística – praticando lutas com jacarés, vendendo artesanatos e oferecendo eco-turismo de sua terra. Em 2008, havia seis reservas dos seminoles e dos Miccosukee em toda a Flórida; elas abrigam jogos de cassino que sustentam a tribo.